# Herpetogramma okamotoi
Herpetogramma okamotoi is een vlinder uit de familie van de grasmotten (Crambidae), uit de onderfamilie van de Spilomelinae. De wetenschappelijke naam van deze soort is voor het eerst gepubliceerd in 1976 door Hiroshi Yamanaka.
De spanwijdte bedraagt 23-24 millimeter.

## Verspreiding
De soort komt voor in China, Zuid-Korea en Japan.

## Waardplanten
De rups leeft in Japan op Pteris multifida Poiret (Pteridaceae).